# Tai Babilonia
Tai Reina Babilonia (* 22. September 1960 in Los Angeles) ist eine ehemalige US-amerikanische Eiskunstläuferin, die im Paarlauf startete.

## Karriere
Babilonias Eiskunstlaufpartner war Randy Gardner. Beide begannen zusammen mit dem Eiskunstlaufen als Babilonia acht Jahre und Gardner zehn Jahre alt war. Ihr Trainer war John Nicks. Von 1976 bis 1980 wurden Babilonia und Gardner US-Meister. Ihr Debüt bei Weltmeisterschaften hatten sie bereits 1974 in München, wo sie Zehnte wurden. Dieses Ergebnis wiederholten sie ein Jahr später. In der Weltspitze kamen sie im Jahr 1976 an. Sowohl bei der Weltmeisterschaft wie auch bei den Olympischen Spielen belegten sie den fünften Platz. Ihre erste Medaille errangen sie mit Bronze hinter den sowjetischen Paaren Irina Rodnina und Alexander Saizew sowie Irina Worobjowa und Alexander Wlassow bei der Weltmeisterschaft 1977 in Tokio. Auch im darauffolgenden Jahr gewannen sie bei der Weltmeisterschaft in Ottawa die Bronzemedaille, diesmal hinter Rodnina und Saizew und dem DDR-Paar Manuela Mager und Uwe Bewersdorf. 1979 pausierten Irina Rodnina und Alexander Saizew, weil Rodnina schwanger war. Somit war der Weg frei für das US-Paar. Babilonia und Gardner wurden in Wien Weltmeister. Es war der erste WM-Titel im Paarlauf für die USA seit 1950, als Karol und Peter Kennedy gewannen und es war der insgesamt zweite WM-Sieg für die USA im Paarlauf. Außerdem war es der erste nicht sowjetische WM-Titel im Paarlauf seit 1964.
Das Aufeinandertreffen von Babilonia/Gardner und den nach der Babypause zurückkehrenden Rodnina/Saizew sollte ein Höhepunkt der Olympischen Spiele 1980 in Lake Placid werden. Dazu kam es jedoch aufgrund einer Verletzung von Randy Gardner im Training in Lake Placid nicht. Er bekam am Tag des Wettbewerbs eine lokale Betäubung für die betroffene Stelle, um die Schmerzen zu lindern, konnte dann aber sein Bein nicht genug kontrollieren und ließ Babilonia im Aufwärmbereich mehrere Male fallen. Daraufhin musste das Paar zurückziehen und Rodnina/Saizew beim Olympiasieg tatenlos zusehen. Danach beendeten Babilonia und Gardner ihre Amateurkarriere und wechselten zu den Profis.
1988 wurde die Profikarriere von Babilonia und Gardner unterbrochen, weil sich Babilonia wegen Amphetaminabhängigkeit und einem Suizidversuch behandeln lassen musste. Nach der Behandlung setzten sie ihre Profikarriere bei Eisrevues fort, bis ins Jahr 2008. Babilonia entwirft heute auch ihre eigene Kollektion von Sportkleidung.
Babilonia ist von philippinischer, indianischer und afrikanischer Herkunft und war somit auch die erste Afroamerikanerin, die im Eiskunstlauf für die USA an Olympischen Spielen teilnahm.

## Ergebnisse

### Paarlauf
(mit Randy Gardner)
| Wettbewerb / Jahr                | 1974 | 1975 | 1976 | 1977 | 1978 | 1979 | 1980 |
| -------------------------------- | ---- | ---- | ---- | ---- | ---- | ---- | ---- |
| Olympische Winterspiele          |      |      | 5.   |      |      |      | Z    |
| Weltmeisterschaften              | 10.  | 10.  | 5.   | 3.   | 3.   | 1.   |      |
| US-amerikanische Meisterschaften | 2.   | 2.   | 1.   | 1.   | 1.   | 1.   | 1.   |